# Ville Vessla
Ville Vessla (egentligen Vilhelm Vessla), ofta kallad "Vesslan", är en fiktiv brottsling som är ärkerival till den fiktiva privatdetektiven Ture Sventon. Figurerna är skapade av författaren Åke Holmberg.

## Beskrivning
Vesslan är liten till växten, smal och har en spetsig näsa. Han dyker först upp i Lingonboda (i boken Ture Sventon, privatdetektiv) där han tillsammans med en storväxt tjuv vid namn Oxen, försöker stjäla en dyr silverpokal, Stora jubelkalle. Vesslan kännetecknas av att han alltid har spetsiga och välputsade skor samt att han har en förmåga att alltid försvinna från alla möjliga platser. Det tog honom bara tre minuter i fängelse innan han var på fri fot igen, står det i en av böckerna.

## Skådespelare
I filmen Ture Sventon, privatdetektiv (1972) spelades han av Åke Lundqvist. I julkalendern i TV 1989 spelades han av Johan Ulveson. I TV-serierna Ture Sventon och Bermudatriangelns hemlighet och dess uppföljare Ture Sventon och jakten på Ungdomens källa spelades han av Johan Glans.